# Tesker (Departement)
Tesker ist ein Departement in der Region Zinder in Niger.

## Geographie

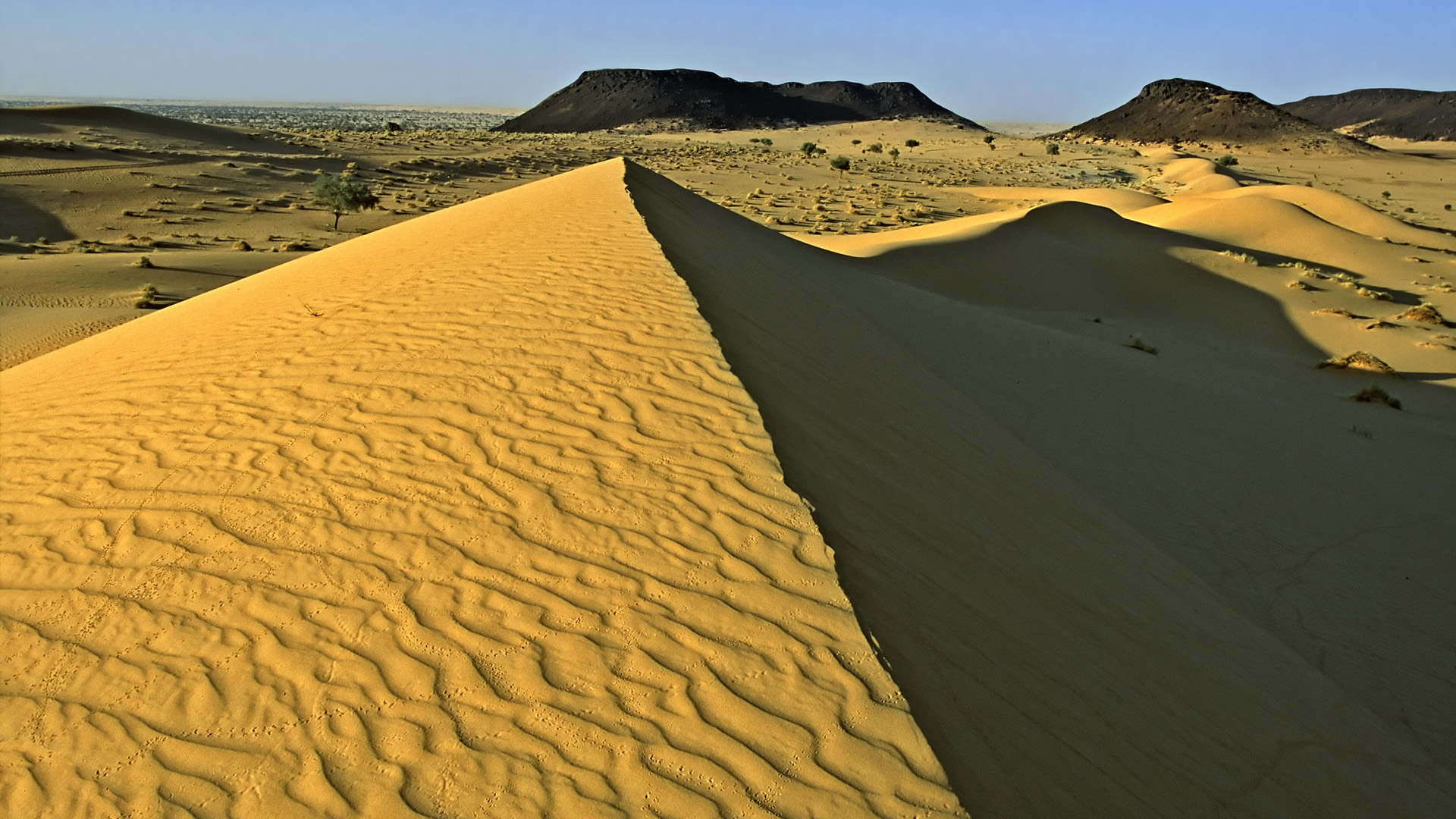
Termit-Massiv im Departement Tesker

Das Departement liegt im Süden des Landes. Es erstreckt sich über das Gebiet der gleichnamigen Landgemeinde Tesker. Das Departement Tesker bildet bei Wahlen zur Nationalversammlung einen von landesweit acht Sonderwahlkreisen. Während die regulären Wahlkreise, in denen jeweils eine bestimmte Anzahl an Abgeordneten gewählt wird, im Übrigen den acht Regionen Nigers entsprechen, wählen die Stimmberechtigten der Sonderwahlkreise jeweils einen eigenen Abgeordneten.
In Tesker liegt das bis zu 710 Meter hohe Termit-Massiv. Das Tal der Dilia de Lagané verläuft von dessen südlichen Ausläufern bis in die Nachbarregion Diffa. Die Jagdzone von Tesker ist eines der von der staatlichen Generaldirektion für Umwelt, Wasser und Forstwirtschaft festgelegten offiziellen Jagdreviere Nigers.

## Geschichte
Das Departement geht auf den Verwaltungsposten (poste administratif) von Tesker zurück, der 1978 eingerichtet wurde. 2011 wurde der Verwaltungsposten aus dem Departement Gouré herausgelöst und zum Departement Tesker erhoben.

## Bevölkerung
Das Departement Tesker hat gemäß der Volkszählung 2012 38.128 Einwohner. Von 2001 bis 2012 stieg die Einwohnerzahl jährlich durchschnittlich um 4,3 % (landesweit: 3,9 %).

## Verwaltung
An der Spitze des Departements steht ein Präfekt (französisch: préfet), der vom Ministerrat auf Vorschlag des Innenministers ernannt wird.
| Amtszeit                      | Name                            |
| ----------------------------- | ------------------------------- |
| 29. Feb. 2012 – 20. Dez. 2013 | Mahamadou Ahila                 |
| 20. Dez. 2013 – 29. Jul. 2016 | Mahamadou Mohamed               |
| 29. Jul. 2016 – 4. Dez. 2020  | Issa Sakolé (alias Issa Sakola) |
| 8. Dez. 2020 – 8. Nov. 2021   | Saley Sadou                     |
| 8. Nov. 2021 – 21. Sep. 2023  | Idrissa Gabdana                 |
| seit 21. Sep. 2023            | Kadade Issia                    |